# Jean-Michel Bayle
Jean-Michel Bayle, född 1969 i Manosque, är en fransk motocross- och roadracing-förare. Bayle är tvåfaldig världsmästare i motocross: 1988 i 125-klassen och 1989 i 250-klassen. Han har även vunnit de tyngsta motocross- och supercross-titlarna i USA. Han bytte därefter gren och tävlade i roadracing-VM i klasserna 250GP, 500GP och MotoGP. Även här tillhörde Bayle världseliten, dock inte på den allra högsta nivån.